# 市川團十郎 (6代目)
六代目 市川 團十郎（いちかわ だんじゅうろう、安永7年（1778年） - 寛政11年5月13日（1799年6月16日））は天明から寛政の頃に活躍した歌舞伎役者。屋号は成田屋。定紋は三升。
安永7年 (1778)、五代目市川團十郎の子として生れるが、妾腹だったためいったん門弟の二代目市川升蔵に引き取られ、そこから父のいとこにあたる芝居茶屋の和泉屋勘十郎の養子に入れられ、さらに天明2年(1782) に改めて父の養子として迎えられた。翌年、市川徳蔵を名乗って初舞台。同じ年に四代目市川海老蔵を襲名する。
寛政3年 (1791)、六代目市川團十郎を襲名。花やかな美男役者で人気が高かったが、同11年 (1799) に『助六』で当りを取ったのち、風邪をこじらせて急死してしまう。享年わずか22だった。墓所は青山霊園の合祀墓。

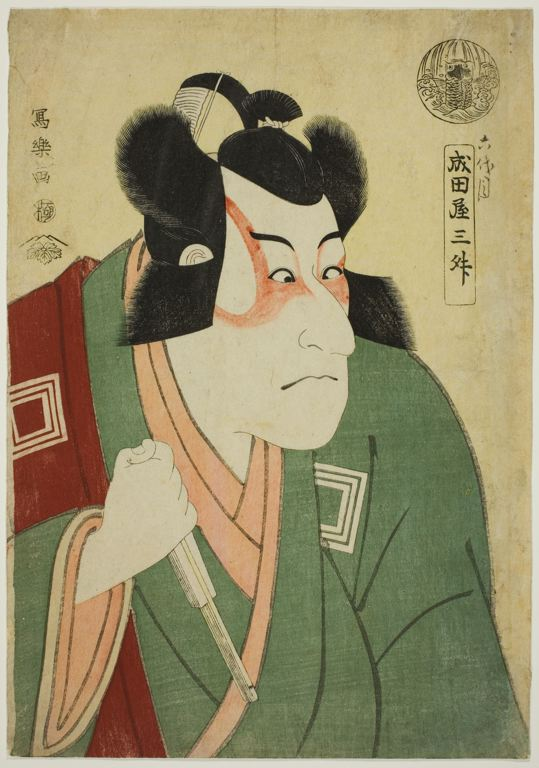
成田屋三舛(六代目市川団十郎）の荒川太郎武貞、東洲斎写楽筆、寛政6年(1794)。写楽は六代目を多く描いた
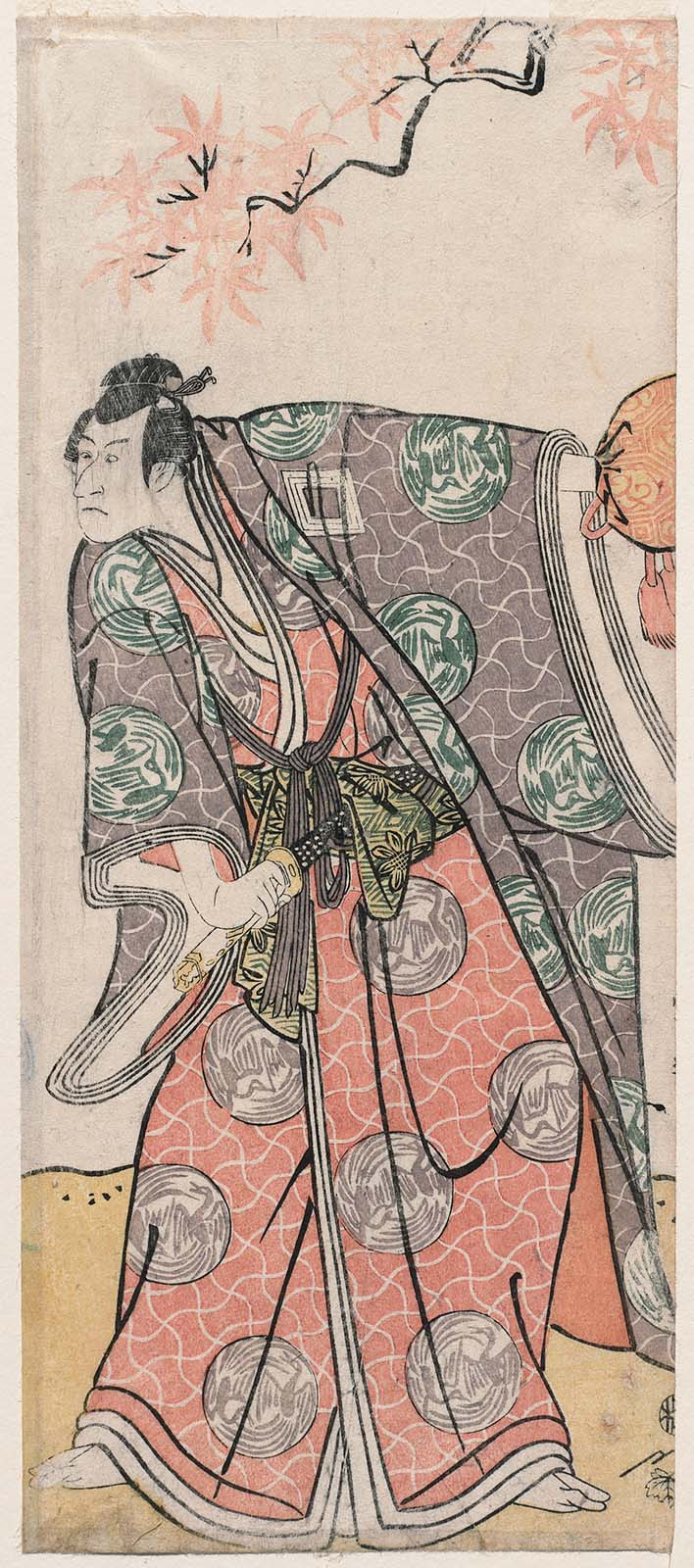
行成の息男みまな行教、東洲斎写楽筆、寛政6年(1794)。
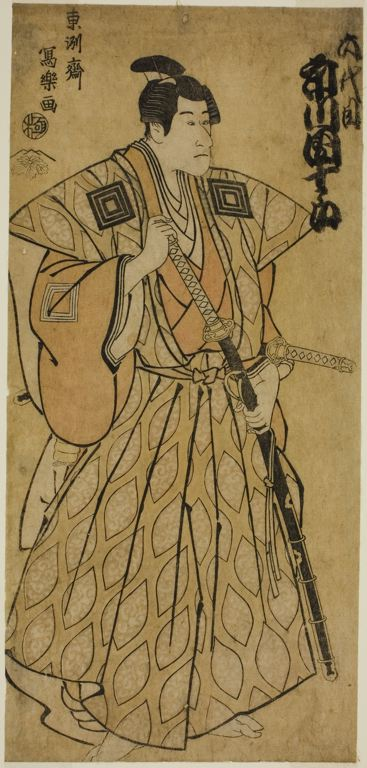
不破の伴作、東洲斎写楽筆、寛政6年(1794)
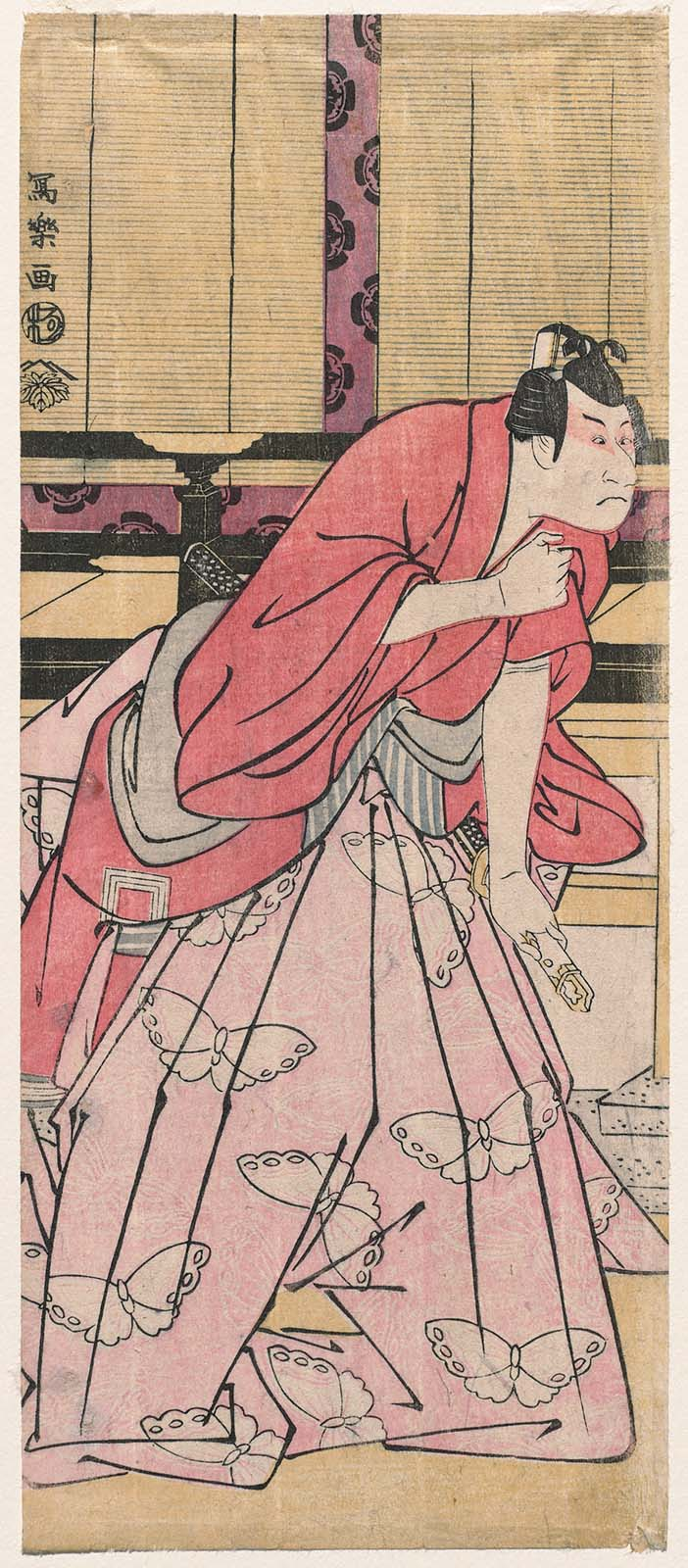
曾我の五郎時宗、東洲斎写楽筆、寛政7年(1795)
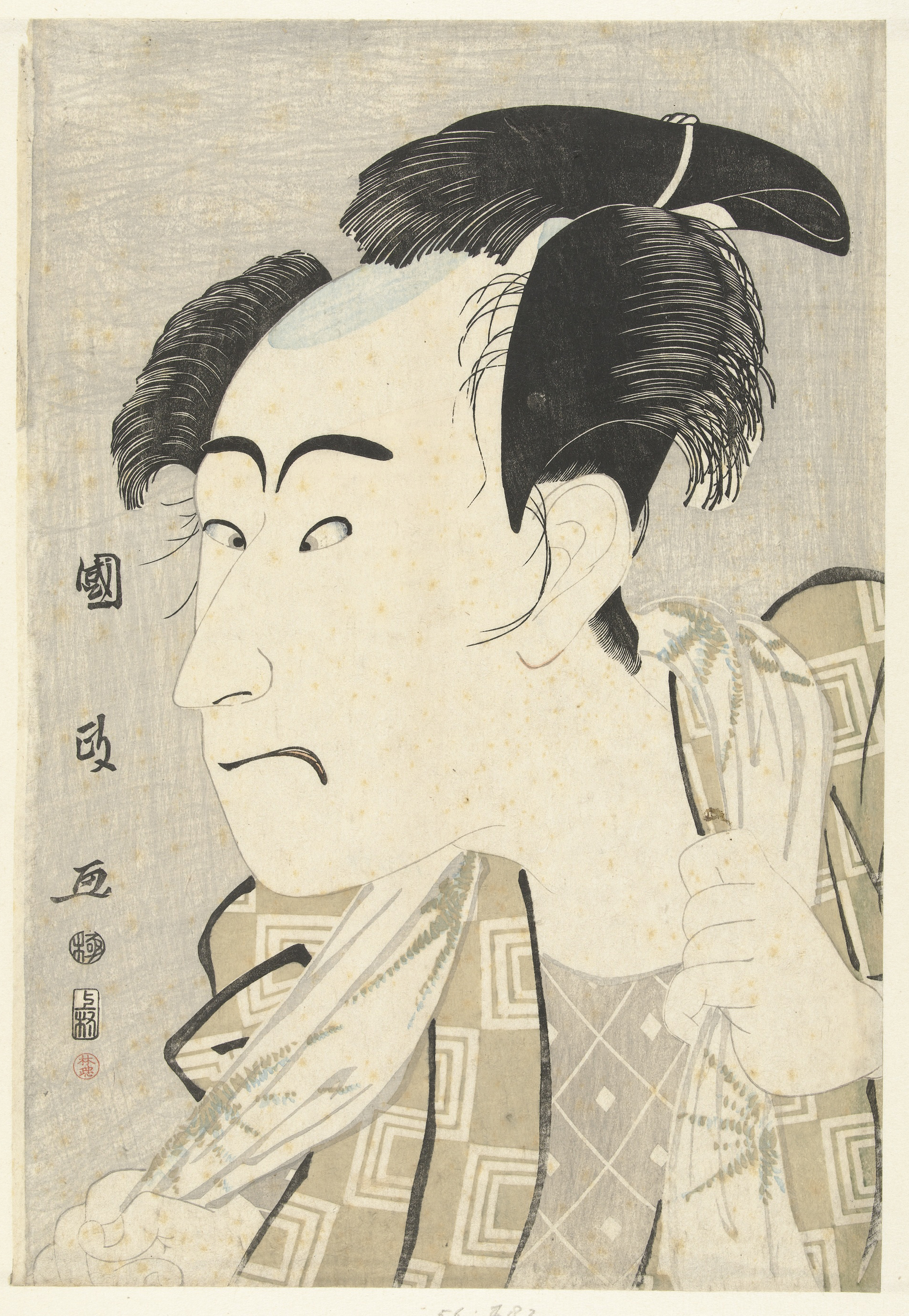
歌川国政による六代目団十郎、寛政9年(1797)